# سيلينا فووت
سيلينا فووت (بالإنجليزية: Selina Foote)‏ هي رسامة نيوزيلندية، ولدت في 1985 في أوكلاند في نيوزيلندا.